# 16 август
16 август е 228-ият ден в годината според григорианския календар (229-и през високосна година). Остават 137 дни до края на годината.

## Събития
- 1658 г. – По идея на френския министър – кардинал Мазарини във Франкфурт на Майн е създадена Рейнската лига, просъществувала до 1667 г.
- 1861 г. – По време на гражданската война в САЩ (1861 – 1865 г.), президентът Линкълн забранява търговията с щатите на Конфедерацията.
- 1865 г. – Доминиканската република става независима от Испания държава след 5-годишно въстание.
- 1868 г. – Мощно земетресение, последвано от цунами, става причина за смъртта на около 70 хил. души в Перу и Чили, от които 25 хил. в град Арика.
- 1896 г. – В един от притоците на река Клондайк в Канада е открито злато, което поставя начало на златна треска.
- 1936 г. – Закрити са Летните олимпийски игри в Берлин (Германия).
- 1947 г. – Лидерът на опозиционния блок и БЗНС Никола Петков е осъден на смърт чрез обесване.
- 1960 г. – Кипър придобива независимост от Великобритания.
- 1960 г. – Американецът Джоузеф Китингър скача с парашут от балон, намиращ се на височина 31 330 м, установявайки три рекорда – за най-голяма височина на парашутен скок, за най-продължително свободно падане и за най-висока скорост на свободно падане.
- 1979 г. – В София е открита първата международна детска асамблея Знаме на мира (16 – 25 август), заедно с това е открит комплекса Камбаните в едноименната местност край София.
- 1987 г. – Самолетът при полет 255 на „Нортуест Еърлайнс“ катастрофира след излитане от летището в Детройт, загиват 155 души, а по чудо се спасява 4-годишно момиче.
- 1991 г. – Самолетът при полет 257 на „Индиан Еърлайнс“ се разбива по време на приближаване до общинско летище „Имфал“, Имфал, Манипур, Индия и убива всички 69 души на борда.
- 2005 г. – Самолетът при полет 708 на „Уест Карибиън Еъруейс“ се разбива в Мачикес, Венецуела и убива всички 160 души на борда.
- 2015 г. – Самолетът при полет 267 на „Тригана Еър“ се разбива при заход в планински регион в Индонезия и убива всички 54 души на борда.

## Родени
- 1557 г. – Агостино Карачи, италиански бароков художник, брат на Анибале Карачи († 1602 г.)
- 1769 г. – Жан-Еме Верние, френски арфист и композитор († след 1838 г.)
- 1815 г. – Джовани Боско, италиански свещеник и просветител († 1888 г.)
- 1832 г. – Вилхелм Вунт, германски психолог († 1920 г.)
- 1845 г. – Габриел Липман, френски физик, Нобелов лауреат през 1908 г. († 1921 г.)
- 1858 г. – Атила Зафиров, български военен деец († 1922 г.)
- 1864 г. – Фердинанд Шилър, британски философ († 1937 г.)
- 1866 г. – Иван Бацаров, български лекар и военен деец († 1951 г.)
- 1888 г. – Томас Лорънс, британски военен, участвал в Арабското въстание († 1935 г.)
- 1902 г. – Павел Попов, български агроном († 1988 г.)
- 1903 г. – Георги Дзивгов, български преводач († 1986 г.)
- 1913 г. – Менахем Бегин, министър-председател на Израел, Нобелов лауреат през 1978 г. († 1992 г.)
- 1914 г. – Тянко Йорданов, български географ († 2003 г.)
- 1920 г. – Чарлз Буковски, американски писател († 1994 г.)
- 1928 г. – Йордан Касабов, български физик († 1992 г.)
- 1933 г. – Стюард Руса, американски астронавт († 1994 г.)
- 1934 г. – Пиер Ришар, френски актьор и режисьор
- 1938 г. – Йорданка Кузманова, българска актриса
- 1938 г. – Роко Граната, белгийски певец, композитор и акордеонист
- 1946 г. – Масуд Барзани, президент на Иракски Кюрдистан
- 1946 г. – Христо Урумов, старши треньор на националния отбор по гребане
- 1947 г. – Стефан Гърдев, български режисьор († 2009 г.)
- 1951 г. – Умару Ярадуа, нигерийски политик († 2010 г.)
- 1954 г. – Джеймс Камерън, канадски режисьор
- 1957 г. – Стефан Найденов, български футболист († 2010 г.)
- 1958 г. – Мадона, американска певица и актриса
- 1958 г. – Питър Уайсоф, американски астронавт
- 1959 г. – Николай Банев, български бизнесмен
- 1960 г. – Росен Барчовски, български баскетболист и треньор
- 1962 г. – Стийв Карел, американски актьор
- 1967 г. – Мориц Ринке, германски драматург
- 1970 г. – Сейф Али Хан, индийски актьор
- 1971 г. – Рулон Гарднър, американски борец
- 1978 г. – Ан-Джи, българска певица
- 1981 г. – Тейлър Рейн, американска порноактриса
- 1982 г. – Теодор Салпаров, български волейболист
- 1986 г. – Одри Битони, американска порноактриса
- 1991 г. – Катрин Велкова, българска спортистка

## Починали
- 1105 г. – Йоаким Осоговски, български светец (* 11 век)
- 1419 г. – Вацлав IV, крал на Бохемия (* 1361 г.
- 1705 г. – Якоб Бернули, швейцарски математик (* 1654 г.)
- 1882 г. – Огюст-Александър Дюкро, френски генерал (* 1817 г.)
- 1886 г. – Шри Рамакришна, индийски гуру (* 1836 г.)
- 1888 г. – Джон Пембъртън, американски фармацевт (* 1831 г.)
- 1893 г. – Жан Шарко, френски невролог и професор по анатомична патология (* 1825 г.)
- 1899 г. – Роберт Бунзен, германски химик, създател на Бунзеновата горелка (* 1811 г.)
- 1900 г. – Еса де Кейрош, португалски писател (* 1845 г.)
- 1910 г. – Педро Монт Монт, президент на Чили (* 1849 г.)
- 1916 г. – Умберто Бочони, италиански художник (* 1882 г.)
- 1921 г. – Петър I, крал на сърби, хървати и словенци (* 1844 г.)
- 1938 г. – Робърт Джонсън, американски музикант (* 1911 г.)
- 1942 г. – Иван Пеев-Плачков, български политик (* 1864 г.)
- 1943 г. – Иван Пожарлиев, български военен (* 1868 г.)
- 1956 г. – Бела Лугоши, американски актьор от унгарски произход (* 1882 г.)
- 1959 г. – Константин Соларов, български военен деец (* 1881 г.)
- 1965 г. – Константин Кисимов, български актьор (* 1897 г.)
- 1973 г. – Селман Ваксман, американски микробиолог, Нобелов лауреат през 1952 г. (* 1888 г.)
- 1974 г. – Христо Кацаров, български драматург (* 1953 г.)
- 1975 г. – Фридрих Земиш, германски шахматист (* 1896 г.)
- 1977 г. – Елвис Пресли, американски певец и актьор (* 1935 г.)
- 1987 г. – Андрей Миронов, руски актьор (* 1941 г.)
- 2003 г. – Иди Амин, угандийски диктатор (* 1928 г.)
- 2007 г. – Макс Роуч, американски джаз музикант и композитор (* 1924 г.)
- 2018 г. – Арета Франклин, американска певица (* 1942 г.)
- 2019 г. – Питър Фонда, американски актьор (* 1940 г.)
- 2023 г. – Алексей Петров,  български бизнесмен и политик (* 1962 г.)

## Празници
- Българска православна църква – Ден на свети Йоаким Осоговски
- Гърция – Празник на село Агии Теодори
- Доминиканска република – Възстановяване на националната независимост (от Испания, 1865 г., втори национален празник)
- Италия – Празник на град Артеня
- Мисисипи (САЩ) – Ден на Елвис Пресли (по повод смъртта на рок звездата през 1977 г.)
- Парагвай – Ден на детето